# ارت ۶۳۹۱
سیارک ۶۳۹۱ (به انگلیسی: 6391 Africano، نامگذاری:1990BN2) شش هزار و سیصد و نود و یکمین سیارک کشف شده‌است که در ۲۱ ژانویه ۱۹۹۰ کشف شد.
قدر مطلق سیارک برابر ۱۳٫۱۰ است.